# Pictetia sulcata
Pictetia sulcata là một loài thực vật có hoa trong họ Đậu. Loài này được (P.Beauv.) Beyra & Lavin miêu tả khoa học đầu tiên.